# Once mil metros por segundo

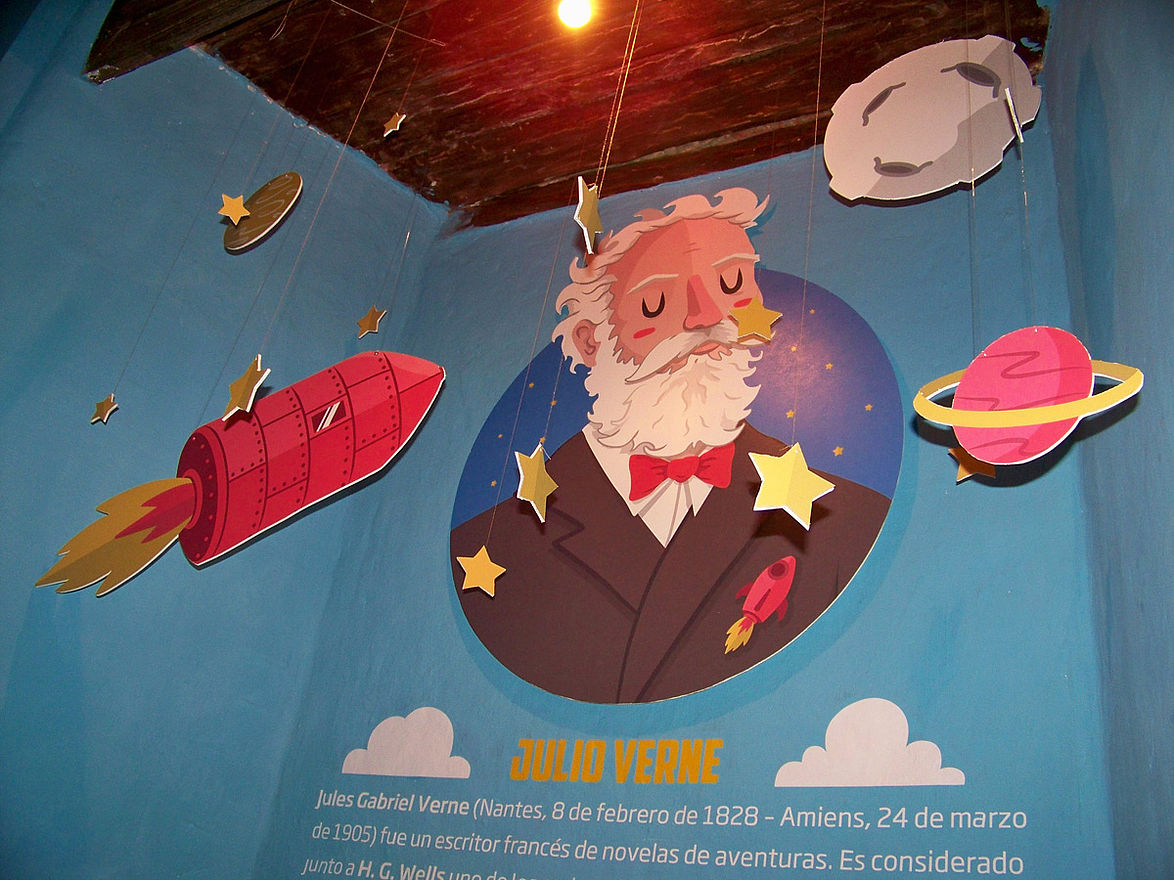
Julio Verne, imagen icónica de la exposición once mil metros por segundo.

Once mil metros por segundo es una exposición que hace parte del Programa de Promoción de Lectura de la Dirección Nacional de Bibliotecas y de la Dirección de Museos y Patrimonio Cultural (DMPC) de la Universidad Nacional en Bogotá, además hace parte del programa de Exposiciones Itinerantes Ida y Vuelta; un programa de exposiciones temporales e itinerantes liderado desde 2009 por el Sistema de Patrimonio Cultural y Museos (SPM) de la UN.

## Contexto de la Exposición
La exposición surgió como un homenaje al autor Julio Verne basada en el álbum “De la Tierra a la Luna”, cuyo objetivo era dar a conocer el programa de fomento a la lectura a través de la literatura de ciencia ficción para que así los lectores iniciaran un viaje por diferentes mundos soñados e imaginados. En la novela “De la Tierra a la Luna”, Julio Verne anticipó un viaje espacial que no era solo fantasía, pues calculó de forma correcta la velocidad necesaria para salir de la tierra (once kilómetros por segundo) e indicó también que los cohetes funcionarían en el vacío del espacio. Por su parte, la Dirección Nacional de Bibliotecas, buscaba inspirada en esto, crear espacios de encuentro, reflexión, diálogo e interpretación en torno a la literatura de ciencia ficción, mostrando historias, relatos e imágenes que exponen el posible impacto de los avances científicos y tecnológicos sobre la sociedad.

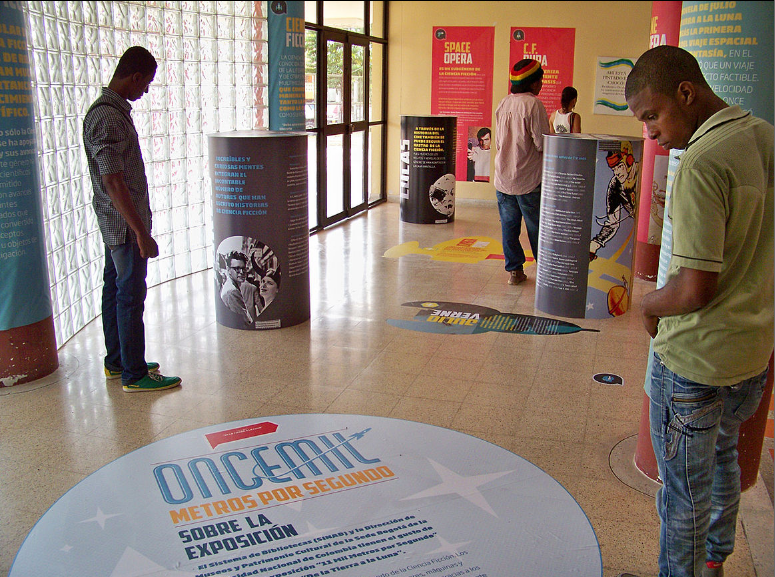
Once mil metros por segundo en Quibdó.

Esta exposición de ciencia ficción, incluía no solo literatura, sino también obras de cine, brindando así la oportunidad de conocer autores, personajes y avances científicos desde Julio Verne hasta los últimos tiempos. La ciencia ficción es conocida como un género de la literatura, del cine y de otras producciones multimediales, en el que convergen de manera inusual tanto la ficción como la ciencia. La importancia de la ciencia ficción radica en que sus contenidos se fundamentan en supuestos desarrollos técnicos que podrían lograrse en el futuro, por lo que en ciertas oportunidades han sido fuente de inspiración de científicos que han soñado con avances nunca antes imaginados, muchos de ellos convertidos en conceptos reales u objetos de investigación. Durante la exposición, mediante recursos bibliográficos, audiovisuales y documentales, ilustración, animación y diseño museográfico se dieron a conocer los principales exponentes de este género literario como también sus medios de representación.
“Este género ha inspirado a muchos científicos y ha permitido soñar con avances nunca antes imaginados que se han convertido en conceptos reales u objetos de investigación” era una frase consignada en las cláusulas de la muestra, además en ella podían encontrarse imágenes de películas de ficción con personajes de historietas muy reconocidos por todo el público.

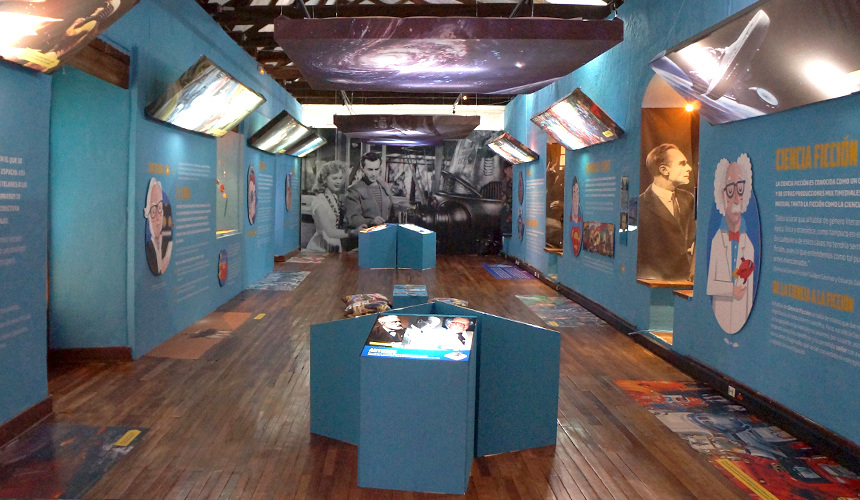
Once mil metros por segundo en Bogotá.

Esta exposición reitera la importancia de la lectura como una forma de entretenimiento y de adquisición de conocimientos, pero también como una forma de ver, desde otras ópticas y desde lugares remotos, el mundo y los acontecimientos pasados, presentes e incluso los supuestos hechos futuros. La muestra cultural contó con una gran afluencia de niños, jóvenes y adultos debido a que el carácter de esta pretendía transportar a los visitantes hacia el pasado, teniendo en cuenta que dentro de esta se hacía alusión a los superhéroes favoritos y más populares entre la población, además, durante la exposición los asistentes recibían unas gafas ilustradas con una reseña de la exhibición y los seis subgéneros de la ciencia ficción como una forma de promover la lectura, siendo así, una estrategia pedagógica. Esta muestra cultural, se desarrolló en algunas ciudades de Colombia, como un incentivo para adentrarse en mundos de fantasía, a través de esta exposición, que lleva proyectos museográficos temporales hasta los rincones más alejados de la geografía colombiana. La travesía de esta muestra comenzó en bibliotecas públicas de zonas de frontera como Leticia, Arauca, Tumaco, San Andrés, Valledupar y La Paz (Cesar) durante el 2012. Su última parada fue en Quibdó, a finales del 2013, antes de aterrizar en el Claustro de San Agustín, en Bogotá.

## Géneros de Ficción Relacionados con la Exposición[4]
Los temas en los que se inspira la exposición son:

### SPACE OPERA
La Ópera Espacial o Space Opera es un subgénero de la ciencia ficción en el que se relatan historias de aventuras en el espacio. Los viajes estelares, las batallas interestelares o los sucesos en imperios galácticos son narrados de manera romántica, a través de una estructura clásica de oposición entre buenos y malos.

### CIENCIA FICCIÓN DURA
La ciencia ficción dura se caracteriza especialmente por el énfasis que se le da a las descripciones de una tecnología o ciencia avanzada y en la verosimilitud de estas descripciones. En este subgénero el componente científico es determinante y evidente, con lo que se le da un sentido fuerte al nombre del género.

### DISTOPÍAS
Una distopía es una utopía negativa. Se trata de escenarios que muestran como puede ser el peor de los mundos. Realidades extremas por ser opresivas, totalitarias e indeseables.

### UCRONÍAS
A este subgénero de la ciencia ficción también lo llaman novela histórica alternativa, pues lo que suele suceder en estos relatos es que se parte de un momento histórico específico y hay un evento histórico que se modifica, cambiando el rumbo de la historia.

### CYBERPUNK
Cuando se habla de este subgénero se acude a la expresión “high tech, low life” que significa Alta tecnología y bajo nivel de vida, pues alude a situaciones en que el desarrollo tecnológico no es garantía de una mejor calidad de vida. Los argumentos del cyberpunk aluden generalmente a conflictos entre personajes marginados como hackers u otros seres que viven alejados de la sociedad y de inteligencias artificiales, grandes complejos tecnológicos y mega corporaciones.

### POSTCYBERPUNK
Se diferencia de su antecesor en que sus personajes tienden a mejorar las condiciones de vida de la sociedad o por lo menos a protegerla de su decadencia. Así mismo, se diferencia del cyberpunk en que las descripciones de las computadoras y de su uso son mucho más realistas y cercanas a las experiencias actuales que conforman la vida cotidiana de quienes interactúan con las nuevas tecnologías.

## Exposición en Bogotá
La apertura de la exposición se realizó en el Claustro de San Agustín, sede de la División de Museos de la Universidad Nacional de Colombia en septiembre del año 2014. El Claustro fue en 2006, cedido a la Universidad Nacional de Colombia,  desde entonces funciona como espacio expositivo y sede del Sistema de Patrimonio Cultural y Museos, antecedente directo de la DMPC. El director del proyecto fue Edmon Castell, director de Museos y Patrimonio Cultural en el momento de la inauguración.  

## Opiniones y Reacciones sobre la Exposición
«Las piezas de comunicación que son entregadas a los visitantes (gafas que recrean una visión láser) son una herramienta valiosa, pues son elementos que los niños compartirán con sus padres, llevarán a sus colegios, jugarán con ellos y serán creativos permitiendo al público joven aproximarse a la Universidad y al conocimiento, que es lo que queremos.»
Adriana Santos, docente de la Sede Caribe de la UN.

«Esta exposición es contemporánea, alternativa, dinámica y ha llamado mucho la atención por la manera como está expuesto el tema. Ha causado una reacción muy positiva en los muchachos que a diario la visitan e interactúan con las figuras en paredes, ventanas, pisos y elementos que están en el pasillo.»
Boris Serrano, coordinador de Cultura de la Biblioteca Departamental en Valledupar.

«“Once mil metros por segundo” es una invitación a enriquecerse intelectualmente a través de la literatura, a descubrir ese mágico universo en el que se desenvuelve el género de la ciencia ficción, un universo en el que el visitante podrá conocer también sus subgéneros, algunos de sus principales autores y personajes emblemáticos, los principales medios de difusión de la ciencia ficción y las relaciones entre la ciencia y la ficción, así como adaptaciones de obras literarias al cine y la televisión.»
Diana Patricia González Torres - Periodista Centro de Pensamiento de las Artes y el Patrimonio Cultural para el Acuerdo Social.

«La ciencia, al igual que la literatura, busca la compresión de cómo somos y de la naturaleza humana tan compleja. Por tanto, científicos y novelistas tienen mucho que decirse entre sí y con la gente. Aquí empieza la conversación entre la literatura y la ciencia, como un diálogo de saberes.»
Edmon Castel, geógrafo y museólogo.

«Esta es una exposición innovadora, que no tiene una vista plana; es otro formato con el cual se pueden dirigir y fortalecer procesos de lectura y procesos culturales para los niños y pobladores de la ciudad que con cada llegada de la Universidad se asoman a ver qué está pasando.»
Miguel Ángel Hernández, director la Casa de la Cultura de La Paz.

«Estas exposiciones motivan a la comunidad araucana a visitar nuestras instalaciones. Sin duda, son una buena táctica para promover la lectura, ya que los usuarios de la biblioteca y la comunidad en general se motivan más cuando leen y ven la exposición. Encuentran imágenes de películas de ficción con personajes de historietas como Supermán, Calimán, Tarzán y otros héroes reconocidos.»
Nelly Mariana Torres Borja, funcionaria encargada de la Biblioteca Municipal de Arauca.

«La exposición ha impactado con gran éxito, pues participaron todos los colegios de Tumaco y es gratificante que los niños se vuelvan aficionados a la lectura. A los niños hay que mostrarles cosas que les gusten, ponerlos a soñar, a viajar y qué mejor que la ciencia ficción, eso ha sido exitoso y queremos ahora aprovechar esta exposición para invitarlos, además de leer, a escribir, a producir, a generar sus propias historias, así propiciamos no solo el consumo sino también la creación literaria.»
Octavio Montes Arango, “el poeta del pueblo” y promotor de lectura en la ciudad de Tumaco.

«Es muy importante para San Andrés que se presenten proyectos como estos, en los cuales los jóvenes puedan ocupar su tiempo libre y sus ratos de ocio en la lectura, y ojalá bajar los niveles de violencia y pandillas que se presentan en la Isla.»
Raúl Hoffingtown, instructor del Sena y exalcalde de San Andrés.

«A través del museo y del profesor Edmon Castell, vimos la posibilidad de plasmar gráficamente -esta exposición que quedó bellísima- que los jóvenes se acercaran a la literatura, que pudieran ver lo que a ellos les llama la atención como es la ciencia ficción, los cómics, en una exposición y de esa manera pudieran llegar finalmente a los textos literarios que están ahí, esperándolos, para que los puedan leer.»
Sonia María Valencia, directora del sistema Nacional de Bibliotecas.